# Велика Слудка
Велика Слудка (рос. Большая Слудка) — присілок в Красноборському районі Архангельської області Російської Федерації.
Населення становить 408 осіб. Входить до складу муніципального утворення Бєлослудське сільське поселення.

## Історія
Від 2004 року входить до складу муніципального утворення Бєлослудське сільське поселення.

## Населення
| 2002 | 2009 | 2010 |
| ---- | ---- | ---- |
| 466  | ↗517 | ↘408 |